# Herbert Wilcox
Herbert Sydney Wilcox CBE (19 de abril de 1890 - 15 de mayo de 1977) fue un productor y director de cine británico.
Fue uno de los cineastas británicos de mayor éxito entre los años 1920 y 1950. 
Es mejor conocido por las películas que hizo con su tercera esposa, Anna Neagle.

## Biografía
La madre de Wilcox era del condado de Cork, Irlanda, y Wilcox se consideraba irlandés, pero nació en Norwood, al sur de Londres. Su familia se mudó a Brighton cuando Wilcox tenía ocho años; él era uno de cinco hijos. 
Su familia era pobre y Wilcox tuvo que hacer varios trabajos a tiempo parcial, incluido un trabajo como corista en el hipódromo local. Su madre murió de tuberculosis cuando tenía 42 años. Wilcox dejó la escuela antes de los catorce años para buscar trabajo. Poco después, su padre murió a la edad de 42 años. 
Wilcox comenzó a ganar dinero como jugador de billar profesional en el Metropole de Camberwell Green. Estalló la Primera Guerra Mundial y Wilcox se alistó en el ejército. Estaba entrenando cadetes en el condado de Cork cuando estalló el Levantamiento de Pascua en 1916 y Wilcox resultó herido.
Luego se alistó en el Royal Flying Corps para ganar más dinero y se formó como piloto. Un caso de apendicitis lo mantuvo alejado del frente por un tiempo pero terminó sirviendo en Francia y ejerciendo como instructor de vuelo en Inglaterra.

## Carrera cinematográfica
Wilcox empezó a trabajar para su hermano Charles como vendedor de películas. Comenzó a vender películas estadounidenses a exhibidores de Yorkshire, trabajando ocasionalmente con Victor Saville.

### Astra Films
En 1919, fundó su propia empresa de distribución, Astra Films, en asociación con su hermano y colega, Jack Smart. Wilcox contribuyó con 117 libras esterlinas y los demás aportaron el resto. Tenía su sede en Yorkshire. "Debido a la guerra, prácticamente no hubo producciones britán:icas", afirmó Wilcox. "Eran casi todas películas americanas".La empresa tuvo un éxito inmediato, por lo que se expandieron a Londres.

### Producciones Graham-Wilcox
Astra tuvo mucho éxito con una película británica, A Peep Behind the Scenes (1919), por lo que Wilcox decidió producir él mismo una película británica. Recaudó 1.400 libras esterlinas para realizar La maravillosa historia (1922). Fue dirigida por un expositor de Newcastle que compartía el entusiasmo de Wilcox por DW Griffith, Jack Graham Cutts; él y Wilcox fundaron Graham-Wilcox Productions. Wilcox vendió la película por 4.000 libras esterlinas y el estreno obtuvo excelentes críticas. Esto permitió a Wilcox recaudar fondos para una serie de películas, antes de que The Wonderful Story se estrenara y fracasara en taquilla.
Sin embargo, la siguiente producción de Graham-Wilcox, Flames of Passion (1922), protagonizada por la estrella importada de Hollywood Mae Marsh, fue un gran éxito y estuvo entre las primeras películas británicas vendidas en Estados Unidos. El éxito de la película inspiró a Wilcox a alejarse del drama realista y centrarse en el entretenimiento escapista.

#### Director
Wilcox adquirió los derechos de pantalla de Chu-Chin-Chow (1923), con la estrella estadounidense importada Betty Blythe . La película se rodó en Alemania en los estudios de la UFA en colaboración con Eric Pommer con un presupuesto enorme, pero sólo tuvo un éxito moderado. Siguió con Southern Love (1924), rodada en Viena, nuevamente con Blythe. Wilcox lanzó la película con una simulacro de corrida de toros en el Albert Hall y dice que la película generó ganancias sólo en Inglaterra.
Pommer volvió a pedirle a Wilcox que colaborara y realizaron Decameron Nights (1924).
De regreso a Gran Bretaña hizo Paddy the Next Best Thing (1923).
Después de lo que describió como una "serie de películas poco impresionantes", hizo The Only Way (1926), basada en una obra de teatro basada en A Tale of Two Cities .
Siguió con Nell Gwyn (1926), protagonizada por Dorothy Gish en el papel principal. Este fue un gran éxito en todo el mundo.

### British National Films
Los derechos mundiales de Nell Gwyn fueron adquiridos por British National Films, que contrató a Wilcox y Gish para realizar tres películas más, todas financiadas por Paramount: Madame Pompadour (1926), la primera película rodada en el recién construido Estudios Elstree ; Londres (1926); y Dedos de los pies (1927).

### British and Dominions Film Corporation
Wilcox acabó abandonando British National y fundó British and Dominions Film Corporation con Nelson Keys con un capital de medio millón de libras. Su primera película para ellos, a través de Herbert Wilcox Productions, fue Mumsie (1927), protagonizada por Pauline Frederick y, en su debut, Herbert Marshall .
Wilcox quería hacer otra película con Frederick y sugirió The Vortex, de Noël Coward, pero a Frederick no le gustó el papel. En cambio, Wilcox decidió hacer una versión de la historia de Edith Cavell, Dawn (1928). Frederick abandonó la película y fue reemplazado por Sybil Thorndike. El rodaje resultó difícil, pero la película resultante fue un gran éxito. En 1928, British y Dominion Films aseguraron a Wilcox por 100.000 libras esterlinas.
Se habló de que haría una película sobre la historia de Burke y Wills . En lugar de eso, hizo lo que describió como "una serie de películas sin importancia pero rentables": The Bondman (1929), The Woman in White (1929),

### Sound Films
Chantaje de Alfred Hitchcock se considera la primera película con sonido, pero Aguas Negras de Wilcox se exhibió en mayo de 1929.
Produjo más de cien películas, de las cuales dirigió aproximadamente la mitad.
Wilcox construyó y equipó estudios de sonido junto a los estudios de British International Pictures, que compraron a John Maxwell. Wilcox contrató a artistas de alto nivel como Jack Buchanan, Tom Walls, Ralph Lynn y Sydney Howard, con CB Cochran y Albert de Courville como productores. Anunció planes para hacer nueve películas sonoras.
Produjo y dirigió el primer cine sonoro británico jamás realizado, Wolves (1930), con Charles Laughton y Dorothy Gish y produjo Canaries Does Sing (1930).
Hizo un arreglo para producir una serie de películas en asociación con la compañía de gramófonos His Master's Voice, con el objetivo de utilizar sus celebridades discográficas. Entre las películas que iban a hacer juntos se encontraban Cochran's Talkie Revue, una película del programa de variedades de CB Cochran; la obra Rookery Nook ; una adaptación de la novela La laguna azul, y la historia de vida de Robert Burns.
Pero su primera película, Los amores de Robert Burns (1930), con Joseph Hislop, no fue un éxito y la relación terminó abruptamente. Los planes de Wilcox de realizar La vida de Beethoven y una versión de Don Quijote protagonizada por Chaliapin tuvieron que ser cancelados.
Wilcox produjo Rookery Nook (1930), una farsa de Aldwych basada en la obra de Ben Travers y dirigida por Tom Walls . Condujo a una serie de farsas de Aldwych de Travers and Walls.

## Anna Neagle
La relación profesional de Wilcox con Anna Neagle comenzó cuando buscaba una protagonista para apoyar a Jack Buchanan en Goodnight, Vienna (1932). Decidió elegirla después de ver a Neagle apoyar a Buchanan en el escenario en un musical Stand Up and Cheer . Goodnight Vienna fue el mayor éxito de Wilcox hasta ese momento.
Usó a Neagle nuevamente en The Flag Lieutenant (1932). Hizo algunas películas sin ella: Money Means Nothing (1932), The King's Cup (1933), General John Regan (1933), The Blarney Stone (1933), The King of Paris. (1933), Lord of the Manor (1933), Discord (1933) - luego se reunieron en The Little Damozel (1933).
Compró los derechos de una obra de John Galsworthy, Loyalties, y desarrolló un guion. Más tarde se lo vendió a William Fox para obtener ganancias. Produjo Esa es una buena chica (1933).
Bitter Sweet (1933) protagonizada por Neagle, basada en la opereta de Noël Coward . Fue un fracaso de taquilla.Sí, Mr Brown (1933) fue un vehículo para Jack Buchanan y Lilies of the Field (1934) sin ella. Wilcox regresó a Neagle para The Queen's Affair (1934). Él y Neagle tuvieron un gran éxito con una nueva versión de Nell Gwynn (1934). Lo siguieron con Peg of Old Drury (1935).
También produjo Escape Me Never (1935), protagonizada por Elisabeth Bergner, que fue un éxito de taquilla sorpresa.

### Herbert Wilcox Productions
El éxito de Peg of Old Drury hizo que Lord Portal creara Herbert Wilcox Productions. Wilcox renunció a British Dominion y fundó la nueva empresa con CM Woolf y J. Arthur Rank . Los únicos accionistas de la empresa eran Woolf y su hermano Maurice.
Wilcox, Woolf, Portal y Rank compraron las operaciones inglesas de Universal Pictures; Wilcox fue nombrado miembro de la junta directiva de Universal English y de la empresa matriz de Universal American. También tenía acciones General Cinema Finance. Esta empresa adquiriría Gaumont British y el circuito Odeon y formaría la columna vertebral del imperio Rank Film.
Su primera película fue Street Singer Serenade (1936), también conocida como Limelight, dirigida por Wilcox con Neagle y Jack Buchanan. Le siguió Fama (1936), que produjo, protagonizada por Sydney Howard y Miki Hood y Geraldine Hislop. Él y Neagle hicieron una historia sobre trapecistas, Three Maxims (1936). Hizo ¿Dónde está George? (1936) con Sydney Howard .
Wilcox volvió con Buchanan con This'll Make You Whistle (1936) e hizo Millions (1937). El estudio de cine de Wilcox en Elstree se incendió y Wilcox se mudó a nuevos estudios en Pinewood. Allí realizó London Melody (1937) con Neagle.

### RKO
Wilcox quería protagonizar a Neagle en una película biográfica de la reina Victoria . Woolf se negó a financiarlo, creyendo que era una mala inversión, por lo que Wilcox recaudó él mismo la mayor parte de la financiación. Consiguieron un acuerdo de distribución con RKO . Victoria the Great (1937) fue un gran éxito y llevó a Wilcox a firmar un contrato de diez años con RKO para ayudar a financiar y distribuir las películas.
Él y Neagle rápidamente hicieron una secuela, Sesenta años gloriosos (1938). Wilcox produjo, pero no dirigió , A Royal Divorce (1938), protagonizada por Ruth Chatterton . Wilcox anunció que haría una película biográfica de Lord Kitchener pero la película nunca se hizo.

### Hollywood
Él y Neagle fueron a Estados Unidos a trabajar para RKO. Consideraron la posibilidad de hacer una película biográfica de Marie Lloyd, pero no pudieron encontrar una coprotagonista adecuada para Neagle, por lo que hicieron otra película biográfica, Nurse Edith Cavell (1939). Iban a seguir con una película biográfica de Flora MacDonald filmada en Escocia pero la declaración de guerra lo hizo imposible. En cambio hicieron tres musicales: Irene (1940), con Ray Milland ; No, no, Nanette (1940), con Víctor Maduro ; y Sunny (1941) con Ray Bolger . Estuvieron entre los muchos nombres que trabajaron en Forever and a Day (1943).
En julio de 1941, Wilcox y Neagle regresaron a Inglaterra para hacer They Flew Alone (1942), una película biográfica de Amy Johnson y el thriller de guerra Yellow Canary (1943).

### The London Films
Wilcox y Neagle tuvieron un gran éxito con Vivo en Grosvenor Square (1945), coprotagonizada por Rex Harrison y Dean Jagger . Le siguieron Piccadilly Incident (1946), protagonizada por Neagle y Michael Wilding, que fue aún más popular, el segundo mayor éxito británico de 1946. Wilcox firmó con Wilding un contrato a largo plazo.
The Courtneys of Curzon Street (1947) fue la película más popular de la taquilla británica en 1947. Otro éxito fue Primavera en Park Lane (1948).
Wilding no estuvo en su siguiente película, Elizabeth of Ladymead (1948), pero regresó para Maytime in Mayfair (1949), una secuela de Spring in Park Lane y otro gran éxito.
Wilcox y Neagle volvieron a las historias de guerra con Odette (1950), una película biográfica de Odette Samson protagonizada por Neagle y Trevor Howard, y la película más rentable de Wilcox hasta la fecha. Planeaba hacer una película biográfica sobre Van Gogh protagonizada por Trevor Howard, pero nunca se realizó.
Wilcox hizo una película sin Neagle, Into the Blue (1950), con Wilding y Odile Versois ; no fue particularmente popular. Neagle y Wilding se reunieron para La dama de la lámpara (1951), una película biográfica de Florence Nightingale y Derby Day (1952), una película coral. A ambas les fue bien en taquilla, pero no tan bien como a las películas de finales de los años 40.

### Margaret Lockwood y Republic Pictures
A principios de la década de 1950, Neagle tuvo un éxito teatral de larga duración, The Glorious Years . En noviembre de 1951, Wilcox firmó un contrato para varias películas con Margaret Lockwood para realizar seis películas en tres años. Al año siguiente firmó un contrato de seis películas con Republic Films .
La primera película de Lockwood-Wilcox, El último caso de Trent (1952) fue un éxito sólido, ayudado por un elenco que incluía a Wilding y Orson Welles . Sin embargo, Laughing Anne (1953), coprotagonizada por Forrest Tucker y Wendell Corey, y Trouble in the Glen (1954), con Welles, no tuvo buenos resultados y no hizo más películas con Lockwood o Republic.
Wilcox resultó aún más herido cuando una película que produjo, The Beggar's Opera (1953), fue un desastre de taquilla.

### Errol Flynn y Ivor Novello
Wilcox formó una nueva productora, Everest, e hizo dos musicales con Neagle y Errol Flynn : Lilacs in the Spring (1954), basada en The Glorious Years, y King's Rhapsody (1955), basada en un musical de Ivor Novello . Ambos fracasaron y los planes de hacer una tercera película de Novello, Perchance to Dream, no se concretaron.

### Últimas películas
Wilcox tuvo un éxito con My Teenage Daughter (1956), una historia de Neagle lidiando con una hija delincuente juvenil interpretada por Sylvia Syms . Menos exitoso fue These Dangerous Years (1957), producida por Neagle y dirigida por Wilcox, protagonizada por George Baker y Frankie Vaughan, y sin Neagle.
Produjo, pero no dirigió, una película de guerra, Yangtse Incident (1957), que tuvo un desempeño razonablemente bueno en la taquilla británica pero finalmente perdió dinero. Wilcox se encontró personalmente responsable de algunos de los costos de la película.
Probó un drama con Neagle, El hombre que no hablaría (1958) y tres películas con Vaughan: ¡Cosas maravillosas! (1958), El corazón de un hombre (1959) y La dama es un cuadrado (1959).

### Bancarrota
Wilcox estuvo plagado de problemas financieros en las décadas de 1950 y 1960. Perdió una primera oportunidad de invertir en televisión; La cadena de escuelas de baile de Anna Neagle fracasó; él y Neagle invirtieron mucho en acciones de British Lion y la empresa entró en quiebra; pidió prestado 341.000 libras esterlinas al Edgware Trust; él y Neagle habían garantizado un préstamo de 75.000 libras esterlinas para realizar las dos películas de Errol Flynn; y pagó 100.000 libras esterlinas a Terence Rattigan por los derechos cinematográficos de su obra Ross, pero no pudo realizarla. Su compañía cinematográfica fracasó en los años 1960. Pasó dos años intentando hacer una película sobre el rey Eduardo VII, pero la reina le negó el permiso. Fue declarado en quiebra en 1964, debiendo 16.000 libras esterlinas al Edgware Trust y 134.313 libras esterlinas en total.
Sin embargo, la obra musical Charlie Girl, protagonizada por su esposa Anna Neagle, estuvo en cartelera durante cinco años y resolvió esta situación financiera.
Wilcox ganó algo de dinero escribiendo artículos y fue declarado en quiebra en 1966 después de pagar alrededor de 4 1/2 d por libra a los acreedores. 

## Vida personal
En junio de 1917, Herbert Wilcox obtuvo el divorcio de su primera esposa Dorothy, con quien se había casado el 2 de diciembre de 1916 en St Luke's (CoE), Brighton. En ese momento, Herbert Wilcox era teniente del Royal Flying Corps . Su esposa estaba "llevando a cabo una intriga vergonzosa" con el también casado Sr. Stanley Steel. El jurado concedió a Wilcox una indemnización por daños y perjuicios, posiblemente compartida con la señora Steel, de 750 libras esterlinas más las costas.
En 1920, Wilcox se casó con Maude Bower; tuvieron cuatro hijos juntos. Wilcox se casó con su tercera esposa, la actriz Anna Neagle, el 9 de agosto de 1943. La pareja permaneció casada hasta la muerte de Wilcox en 1977, pero no tuvieron hijos.
Antes de su muerte a la edad de 87 años en Londres, Inglaterra, después de una larga enfermedad, Wilcox donó cuatro premios Daily Mail National Film Awards a la casa de retiro Glebelands en Wokingham .
Wilcox está enterrado en el cementerio de la ciudad de Londres .

## Premios
En 1937, la película de Wilcox Victoria the Great fue nominada a la Copa Mussolini en el Festival de Cine de Venecia, pero perdió ante la película francesa Life Dances On. Wilcox perdió el premio al Mejor Director del Festival ante Robert J. Flaherty y Zoltán Korda por Elephant Boy . Sin embargo, Victoria la Grande y Wilcox ganaron la Copa de Naciones del festival al "Mejor estreno mundial".
Wilcox ganó cuatro premios nacionales de cine del Daily Mail .
- 1947 – Mejor Película – Piccadilly Incident (como productor y director)
- 1948 – Mejor Película – The Courtneys of Curzon Street (como productor y director)
- 1949 – Mejor Película – Spring in Park Lane (como productor y director)
- 1951 – Mejor Película – Odette (como productora y directora)

## Filmografía parcial

### Director
- Chu-Chin-Chow (1923)
- Southern Love (1924)
- Decameron Nights (1924)
- Nell Gwyn (1926)
- London (1926)
- Mumsie (1927)
- Madame Pompadour (1927)
- Tip Toes (1927)
- The Only Way (1927)
- Dawn (1928)
- The Bondman (1929)
- The Woman in White (1929)
- Splinters (1929)
- The Loves of Robert Burns (1930)
- The Chance of a Night Time (1931)
- Carnival (1931)
- The Blue Danube (1932)
- Good Night, Vienna (1932)
- Money Means Nothing (1932)
- The King's Cup (1932)
- The Little Damozel (1933)
- Bitter Sweet (1933)
- Yes, Mr. Brown (1933)
- The Queen's Affair (1934)
- Nell Gwynn (1934)
- Peg of Old Drury (1935)
- Where's George? (1935)
- Three Maxims (1936)
- This'll Make You Whistle (1936)
- Limelight (1937)
- London Melody (1937)
- Victoria the Great (1937)
- Sixty Glorious Years (1938)
- A Royal Divorce (1938)
- Nurse Edith Cavell (1939)
- No, No, Nanette (1940)
- Irene (1940)
- Sunny (1941)
- They Flew Alone (1942)
- Forever and a Day (1943)
- Yellow Canary (1943)
- I Live in Grosvenor Square (1945)
- Piccadilly Incident (1946)
- The Courtneys of Curzon Street (1947)
- Spring in Park Lane (1948)
- Elizabeth of Ladymead (1948)
- Maytime in Mayfair (1949)
- Odette (1950)
- Into the Blue (1950)
- The Lady with the Lamp (1951)
- Derby Day (1952)
- Trent's Last Case (1952)
- Laughing Anne (1953)
- Trouble in the Glen (1953)
- Lilacs in the Spring 1954)
- King's Rhapsody (1955)
- My Teenage Daughter (1956)
- These Dangerous Years (1957)
- The Man Who Wouldn't Talk (1958)
- Wonderful Things! (1958)
- The Heart of a Man (1959)
- The Lady Is a Square

### Productor
- Chu-Chin-Chow (1923)
- Southern Love (1924)
- Decameron Nights (1924)
- Nell Gwyn (1926)
- London (1926)
- Mumsie (1927)
- Madame Pompadour (1927)
- Tip Toes (1927)
- The Only Way (1927)
- Dawn (1928)
- The Bondman (1929)
- The Woman in White (1929)
- Splinters (1929)
- The Loves of Robert Burns (1930)
- The Chance of a Night Time (1931)
- Carnival (1931)
- The Blue Danube (1932)
- Good Night, Vienna (1932)
- Money Means Nothing (1932)
- The King's Cup (1932)
- Lord of the Manor (1933)
- The Little Damozel (1933)
- Bitter Sweet (1933)
- Yes, Mr. Brown (1933)
- The Queen's Affair (1934)
- Nell Gwynn (1934)
- Peg of Old Drury (1935)
- Where's George? (1935)
- Three Maxims (1936)
- This'll Make You Whistle (1936)
- Limelight (1937)
- London Melody (1937)
- Victoria the Great (1937)
- Sixty Glorious Years (1938)
- A Royal Divorce (1938)
- Nurse Edith Cavell (1939)
- No, No, Nanette (1940)
- Irene (1940)
- Sunny (1941)
- They Flew Alone (1942)
- Forever and a Day (1943)
- Yellow Canary (1943)
- I Live in Grosvenor Square (1945)
- Piccadilly Incident (1946)
- The Courtneys of Curzon Street (1947)
- Spring in Park Lane (1948)
- Elizabeth of Ladymead (1948)
- Maytime in Mayfair (1949)
- Odette (1950)
- Into the Blue (1950)
- The Lady with the Lamp (1951)
- Derby Day (1952)
- Trent's Last Case (1952)
- Laughing Anne (1953)
- Trouble in the Glen (1953)
- Lilacs in the Spring 1954)
- King's Rhapsody (1955)
- My Teenage Daughter (1956)
- These Dangerous Years (1957)
- The Man Who Wouldn't Talk (1958)
- Wonderful Things! (1958)
- The Heart of a Man (1959)
- The Lady Is a Square